# Liste der Stolpersteine in Schmelz (Saar)
Die Liste der Stolpersteine in Schmelz (Saar) umfasst die Stolpersteine, die vom deutschen Künstler Gunter Demnig in der saarländischen Gemeinde Schmelz (Saar) verlegt wurden. Stolpersteine sind Opfern des Nationalsozialismus gewidmet, all jenen, die vom NS-Regime drangsaliert, deportiert, ermordet, in die Emigration oder in den Suizid getrieben wurden. Demnig verlegt für jedes Opfer einen eigenen Stein, im Regelfall vor dem letzten selbst gewählten Wohnsitz.
Die bislang einzigen Verlegungen in dieser Gemeinde fanden am 25. Februar 2012 statt.

## Verlegte Stolpersteine

### Hüttersdorf
In Hüttersdorf wurden bislang sechs Stolpersteine an drei Adressen verlegt.
| Stolperstein | Inschrift | Verlegeort                         | Name, Leben                  |
| ------------ | --- | ---------------------------------- | ---------------------------- |
|              | HIER WOHNTE BERNHARD HANAU JG. 1876 DEPORTIERT SCHICKSAL UNBEKANNT                                                                                 | Bielenberg 2 Hüttersdorf           | Bernhard Hanau (1876–?)      |
|              | HIER WOHNTE BERTHA HANAU GEB. MAYER JG. 1877 DEPORTIERT SCHICKSAL UNBEKANNT                                                                        | Bielenberg 2 Hüttersdorf           | Bertha Hanau (1877–?)        |
|              | HIER WOHNTE FRIEDA HANAU JG. 1919 DEPORTIERT 1944 AUSCHWITZ ERMORDET 15.2.1944                                                                     | Bielenberg 2 Hüttersdorf           | Frieda Hanau (1919–1944)     |
|              | HIER WOHNTE SIBILLA HANAU JG. 1907 DEPORTIERT 1944 AUSCHWITZ ERMORDET 15.2.1944                                                                    | Bielenberg 2 Hüttersdorf           | Sibilla Hanau (1907–1944)    |
|              | HIER WOHNTE MATHIAS SINNWELL JG. 1907 [...] DEPORTIERT 1942 DACHAU, MAUTHAUSEN ERMORDET 15.3.1944 GUSEN                                            | Bettinger Straße 58 Hüttersdorf    | Mathias Sinnwell (1907–1944) |
|              | HIER WOHNTE MARGARETHA WEBER GEB. 1882 EINGEWIESEN 1944 KRANKENHAUS KUSEL 'VERLEGT' 11.3.1945 HEIL- UND PFLEGEANSTALT KLINGENMÜNSTER TOT 28.4.1945 | Düppenweiler Straße 13 Hüttersdorf | Margarethe Weber (1882–1942) |

### Schmelz-Bettingen
In Schmelz-Bettingen, einem Ortsteil der Gemeinde, wurden bislang neun Stolpersteine an vier Adressen verlegt.
| Stolperstein | Inschrift | Verlegeort                   | Name, Leben |
| ------------ | --- | ---------------------------- | --- |
|              | LIMBACHER STR. 22 WOHNTE PETER GEIER JG. 1866 SEIT 1923 IN MEHREREN HEILANSTALTEN 'VERLEGT' 1941 HADAMAR ERMORDET AM TAG DER ANKUNFT AKTION T4 | Limbacher Straße 6 Bettingen | Peter Geier wurde 1866 in Goldbach geboren. Er wurde von den NS-Behörden als „erbkrank“ eingestuft und galt den damaligen Gesetzen entsprechend als „nicht lebenswert“. Er wurde im Juni 1941 in die Tötungsanstalt Hadamar, offiziell Landesheilanstalt, verlegt und am Tag der Ankunft ermordet. |
|              | HIER WOHNTE EDMUND HERZ JG. 1877 GEDEMÜTIGT / ENTRECHTET SCHICKSAL UNBEKANNT                                                                   | Lindenstraße 4 Bettingen     | Edmund Herz (1877–?) |
|              | HIER WOHNTE OTTO MORITZ HERZ JG. 1905 DEPORTIERT 1942 AUSCHWITZ ERMORDET 23.3.1943                                                             | Lindenstraße 4 Bettingen     | Otto Moritz Herz (1905–1943) |
|              | HIER WOHNTE WERNER NATHAN HERZ JG. 1904 DEPORTIERT 1942 AUSCHWITZ ERMORDET 16.9.1942                                                           | Lindenstraße 4 Bettingen     | Walter Nathan Herz (1904–1942) |
|              | HIER WOHNTE ALFRED LIFFMANN JG. 1896 'SCHUTZHAFT' 1938 DACHAU FLUCHT 1942 FRANKREICH INTERNIERT DRANCY DEPORTIERT 1942 ERMORDET IN AUSCHWITZ   | Am Hasenberg Bettingen       | Alfred Liffmann (1896–1942/45) |
|              | HIER WOHNTE KLEMMA SARA LIFFMANN GEB. SCHIJVESCHUURDER JG. 1920 FLUCHT 1939 FRANKREICH IM WIDERSTAND ÜBERLEBT                                  | Am Hasenberg Bettingen       | Klemma Sara Liffmann geb. Schijveschuurder (1920–) |
|              | HIER WOHNTE ROSA LIFFMANN GEB. MARX JG. 1895 DEPORTIERT 1942 SCHICKSAL UNBEKANNT                                                               | Am Hasenberg Bettingen       | Rosa Liffmann geb. Marx (1895–1942/45) |
|              | HIER WOHNTE JULIUS GREGOR MARX JG. 1892 DEPORTIERT 1942 SCHICKSAL UNBEKANNT                                                                    | Lindenstraße 2 Bettingen     | Julius Gregor Marx (1892–?) |
|              | HIER WOHNTE PAULA MARX GEB. KAHN JG. 1893 DEPORTIERT 1942 SCHICKSAL UNBEKANNT                                                                  | Lindenstraße 2 Bettingen     | Paula Marx geb. Kahn (1893–?) |

## Verlegedatum
- 25. Februar 2012
- 7. Mai 2022: Bettinger Straße 58
- 23. März 2023: Am Hasenberg, Limbacher Straße 6

Anlässlich des 75. Jahrestages der Befreiung des Konzentrationslagers Auschwitz gedachten Schmelzer Schüler den Opfern des Nationalsozialismus. Sie reinigten die zehn Stolpersteine der Gemeinde. Vor Ort wurden die Geschichten der jeweiligen Opfer des Nazi-Regimes verlesen, gemeinsam wurden Blumen für die Toten niedergelegt.